# 中国人民解放军陆军合成第一六二旅
合成第一六二旅（英語：162nd Combined Arms Brigade），又称“猛虎师”，是中国人民解放军陆军第八十一集团军下辖的一个中型合成旅，驻地河北省张家口市。

## 历史概述
该旅前身为冀热辽军区第二十七旅，后历经改革整编为第四十五军第一三五师，后为一六二师。
衡宝战役中，第一三五师大胆穿插至桂系第七军敌后，将其部拦腰截断，歼灭其军部和其一七二师师部及两个团计5531人。使其赢得了“腰斩七军”和“猛虎扑羊”的美誉。
1963年1月，陆军一三五师被军委确认为全国战备值班师。1989年4月，一六二师被确认为全军首批应急机动作战部队，为当时仅剩的数个六团制师之一。
2017年，机步第一六二师分出四八四团与五十四集团军直属陆航第一团组建空中突击第一六一旅，余部整编为中型合成旅，为现有编制。

## 沿革
参考资料：
| 部隊番號                 | 使用時期              |
| ------------------------ | --------------------- |
| 冀热辽军区第二十七旅     | 1945年11月-1946年1月  |
| 热辽纵队第二十七旅       | 1946年1月-1947年5月   |
| 冀热辽军区第十八旅       | 1947年5月-1947年8月   |
| 东北民主联军第二十四师   | 1947年8月-1948年11月  |
| 中国人民解放军第一三五师 | 1948年11月-1960年1月  |
| 陆军第一三五师           | 1960年1月-1969年12月  |
| 陆军第一六二师           | 1969年12月-1985年10月 |
| 摩托化步兵第一六二师     | 1985年10月-2011年11月 |
| 机械化步兵第一六二师     | 2011年11月-2017年4月  |
| 合成第一六二旅           | 2017年4月至今         |

## 荣誉

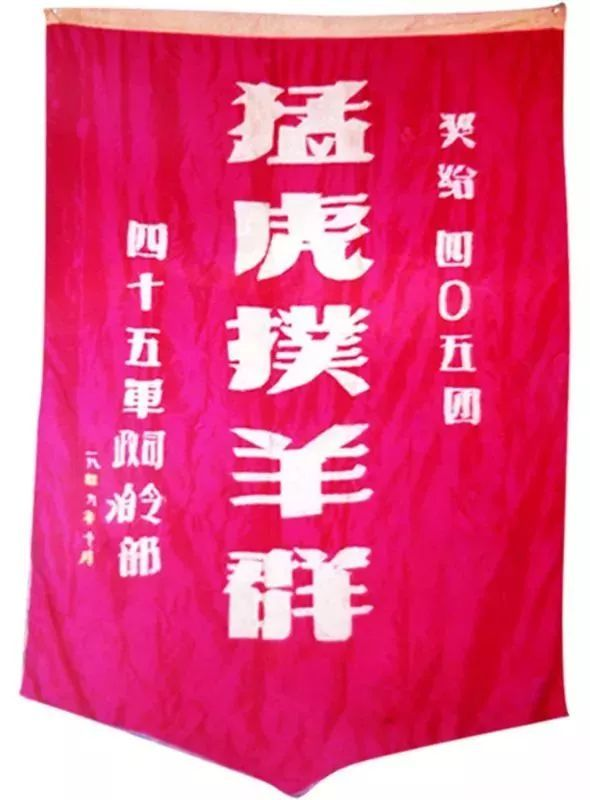
“猛虎扑羊群”锦旗

- 猛虎扑羊群：前第五十四集团军第一六二师第四八六团，现为本旅合成三营。
- 猛虎师：前第五十四集团军第一六二师，现为本旅。